# 태권, 도를 아십니까
《태권, 도를 아십니까》는 KBS에서 2012년 10월 7일에 방영한 드라마 스페셜이며, 방송 3사 중 KBS가 최초로 제작한 태권도 드라마(단막극)이다.

## 등장 인물

### 주요 인물
- 임지규 : 윤도현(29세) 역 (아역 : 유재상) - 체육 전공, 액션배우, 태권도 코치
- 김희원 : 광현(34세) 역 - 도현의 형
- 안 다니엘(틴탑) : 명성(18세) 역 - 석호 무리의 폭력과 핍박에 시달림
- 한여름 : 원선 역 - 사회과 교사 5년차
- 윤박 : 석호 무리 역 - 석호, 영훈, 준태로 이루어진 무리
- 김소영 : 한나(18세) 역 - 원선을 싫어하는 여학생

### 그 외
- 기주봉 : 임 선생 역 - 정년퇴임을 얼마 안 남긴 고등학교 체육교사
- 서진원 : 교감 역
- 진용욱 : 학생주임 역
- 백성흠 : 영훈 역
- 강석호 : 준대 역
- 남태부 : 태호 역
- 김기현 : 준환 역

### 특별 출연
- 최민수 : 도현의 아버지 역
- 이채은 : 현진 역 - 도현의 전 여자친구
- 이대훈 : '큰' 윤도현 역 (아역 : 신동건)

## 시청률
| 방송일          | TNmS 시청률    | TNmS 시청률  | AGB 시청률     | AGB 시청률   |
| 방송일          | 대한민국(전국) | 서울(수도권) | 대한민국(전국) | 서울(수도권) |
| --------------- | -------------- | ------------ | -------------- | ------------ |
| 2013년 10월 7일 | 2.8%           | 3.2%         | 8.5%           | 7.4%         |